# Ivan Mesxerski
Ivan Vsévolodovitx Mesxerski (en rus: Ива́н Все́володович Меще́рский; 10 d'agost (29 de juliol segons el calendari julià) de 1859, Arkhànguelsk – 7 de gener de 1935, Sant Petersburg) va ser un matemàtic rus, especialitzat en problemes de mecànica.

## Vida i obra
Malgrat la seva procedència humil, va obtenir les màximes qualificacions al institut d'Arkhànguelsk (nord de Rússia, a la costa de la mar Blanca) en el qual va acabar els estudis secundaris el 1878. Això li va permetre ingressar a la universitat de Sant Petersburg en la qual es va graduar el 1882 en el departament de Matemàtiques Aplicades. Els anys següents, comença a fer de professor, al mateix temps que s'interessa pels problemes de la mecànica i publica els seus primers articles.
A partir de 1891 va dirigir el departament de mecànica de la universitat de la dona de Sant Petersburg, fins al 1919 en que es va fusionar amb la universitat de Sant Petersburg. També, a partir de 1902, va fer classes al Institut Politècnic de Sant Petersburg.
El 1897 va presentar la seva tesi doctoral sobre la dinàmica dels cossos de massa variable, en la qual estableix les equacions fonamentals d'aquest moviment, que seran utilitzades per calcular el vol dels coets i avions a reacció, especialment a través dels treballs de Konstantín Tsiolkovski.